# 紅腹側頸龜
紅腹側頸龜（學名：Emydura subglobosa ，英語：Red-bellied short-necked turtle），又稱圓澳龜、紅腹短頸龜、紅肚側頸龜，是蛇頸龜科澳龜屬的一種，主要分佈於印尼、巴布亞新畿內亞及澳大利亞。

## 特徵
紅腹側頸龜甲橋和腹甲都呈紅色，背甲則為綠色至黑色，隨著年齡增長，甲橋和腹甲的紅色會變為橙紅或粉紅色；另外，其頭部由眼部至頸部亦有一條淡黃色的斑紋，顏色亦會隨著年齡增長而變淡，頭部無法縮入殼內，只能彎頸緊貼殼的前緣。成年的雄性尾巴會比雌性的粗及長，而雌性在交配後每窩可產7-12顆蛋，孵化約需50天，但幼龜成長速度較慢，成龜背甲最多可生長至18-25.5cm。

## 習性
紅腹側頸龜是一種膽小溫馴的龜類，也是水生型的澤龜，除了曬太陽及產卵以外很少離開水裡，喜歡曬太陽也喜歡躲藏在陰暗處；食性為雜食但更偏草食。幼龜的抵抗力較差，較會為容易出現皮膚及甲殼的疾病，因而在人工飼養的環境下要保持水質清潔。

## 飼養情況
由於澳洲禁止野生動物出口，因此市場的野生個體都是由巴布亞新畿內亞等地捕捉，而美國佛羅里達州亦有人工繁殖的幼龜以供應市場。而於香港及台灣出售的大部分也是人工繁殖的幼龜。